# Милютино (Нижегородская область)
Милю́тино — деревня в городском округе Бор Нижегородской области. Входит в состав Линдовского сельсовета.
В деревне 13 домов, из них 9 жилых.
Численность населения по данным на 2005 год составила 15 человек.